# ميخائيل مراد
ميخائيل مراد ( العبرية : ميسكايل مراد ,   العربية : ميخائيل مراد ;   بغداد 1906  - 13 فبراير 1986 ،   تل أبيب  ) كان شاعرًا يهوديًا عراقيًا وكاتبًا وصحفيًا وأكاديميًا ورائدًا في الأدب اليهودي العربي . في القرن العشرين، سواء في الشعر أو النثر . 

## سيرة
بين عامي 1941 و 1947، شغل مراد منصب مدير مدرسة شمّاش الثانوية اليهودية في بغداد . نُشرت بعض أشعاره باللغة العربية في الصحافة اليهودية العراقية ، وفي عام 1931 ، نُشر أيضًا ديوانٌ من قصائد الحب التي كتبها . كما تناول نثره حقوق المرأة والفلاحين ، وانتقد الخرافات .  وكانت " قصيدته الأولى ، المنشورة عام 1922 ، قصيدةً في مدح العراق وحبه له ". 
وبعد هجرته إلى إسرائيل عام 1949 ، انخرط في التعليم العربي وكتب العديد من الكتب المدرسية . 
و في أثناء وجوده في إسرائيل أكمل درجة الماجستير في الجامعة العبرية ، و أكمل عمله في الدكتوراه في عام 1965 في جامعة تل أبيب ، والذي كان يعتمد على المواد من جنيزة القاهرة . 
نُشر كتابه الشامل من القصائد في عام 1988 ، بعد عامين من وفاته . 